# Helochares abbreviatus
Helochares abbreviatus är en skalbaggsart som först beskrevs av Fabricius 1801.  Helochares abbreviatus ingår i släktet Helochares och familjen palpbaggar. Inga underarter finns listade i Catalogue of Life.